# Note Panayanggool
Note Panayanggool (นท พนายางกูร) (Chiang Mai, 22 febbraio 1993) è una cantante, musicista e attrice thailandese.

## Biografia
Nel 2011 ha partecipato alla settima edizione del talent show The Star, arrivando tra i finalisti, e nello stesso anno ha cominciato la carriera effettiva da cantante solista per l'etichetta GMM Grammy. Insieme ad Anya Muangkote ha creato nel 2016 il duo X0809, mentre in precedenza è stata la batterista nel gruppo jazz Del Ritmo, a Chiang Mai.
Ha all'attivo anche una carriera da attrice; tra i ruoli da lei interpretati in televisione vi sono Yim in Roy Leh Saneh Rai e Mel Be in U-Prince Series, mentre al cinema ha impersonato Ploysang in A Gift.
Attualmente studia all'Università Chulalongkorn a Bangkok, in facoltà di architettura e grafica; in passato, tramite l'intercultura, ha studiato per un periodo in Italia.
Parla fluentemente il thailandese, l'inglese e l'italiano, e attualmente risiede a Bangkok, ma in passato ha vissuto anche a Chiang Mai, Rimini e New York.

## Discografia (da solista)

### Album
- 2012 - NOTE

### Singoli
- 2011 - Tah Mai Ruk Gun Chun Ja Pai
- 2011 - Yahk Ja Roo (con Kornrawich Sungkitbool)
- 2011 - Nai Luang Kaung Paen Din
- 2011 - Ter Keu Kong Wong
- 2011 - Kho Chan
- 2011 - Chaosao Thi Klua Fon
- 2012 - Ying Ror Ying Toramahn
- 2012 - Ruk Baep Mai Dtaung Aep Ruk
- 2012 - Kern
- 2012 - Gep Wai Tum Gup Faen
- 2012 - Tur Kit Yung Ngai Gun
- 2014 - Hahk Mai Mee
- 2014 - Oo Yay
- 2014 - Kor Apai Wai Gon
- 2015 - Tee Dtrong Nee
- 2016 - Ror Hai Tur Poot Gaun

### Collaborazioni
- 2013 - Kum Wah Ruk Kaung Rao Dtahng Gun (con Arunpong Chaiwinit)

## Discografia (con le X0809)

### EP
- 2017 - X

### Singoli
- 2016 - -30
- 2017 - Ho
- 2017 - Eh

## Filmografia

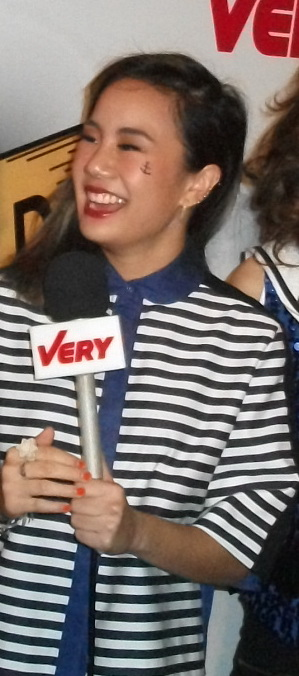
Note nel 2012

### Cinema
- A Gift, regia di Chayanop Boonprakob, Jira Maligool, Nithiwat Tharatorn e Kriangkrai Vachiratamporn (2016)

### Televisione
- Kularb Satan - serie TV (2011)[2]
- Raberd Terd Terng Lun Thung - serie TV 1 episodio (2012)
- Pu Kong Jao Sanae - serie TV (2012)
- Roy Leh Saneh Rai - serie TV (2015)
- U-Prince Series - serie TV, 4 episodi (2017)